# Alex Antonitsch
Alexander Antonitsch (ur. 8 lutego 1966 w Villach) – austriacki tenisista, reprezentant kraju w Pucharze Davisa, olimpijczyk z Seulu (1988).

## Kariera tenisowa
Zawodowym tenisistą był w latach 1985–1996.
Antonitsch jest zwycięzcą jednego turnieju o randze ATP World Tour spośród trzech rozegranych finałów w grze pojedynczej. W grze podwójnej wygrał cztery tytuły i dwa razy przegrał mecze finałowe.
W latach 1984–1996 reprezentował Austrię w Pucharze Davisa notując w singlu bilans sześciu zwycięstw i ośmiu porażek, a w deblu trzynaście wygranych przy czternastu przegranych.
W 1988 zagrał na igrzyskach olimpijskich w Seulu odpadając z rywalizacji w pierwszej rundzie gry pojedynczej i drugiej rundzie gry podwójnej. W deblu tworzył parę z Horstem Skoffem.
W rankingu gry pojedynczej najwyżej był na 40. miejscu (9 lipca 1990), a w klasyfikacji gry podwójnej na 54. pozycji (16 października 1989).
Po zakończeniu kariery został dyrektorem turnieju w Kitzbühel.

### Finały w turniejach ATP World Tour
| Legenda                                      |
| -------------------------------------------- |
| Wielki Szlem                                 |
| Igrzyska olimpijskie                         |
| Tennis Masters Cup / ATP Finals              |
| ATP Masters Series / ATP Tour Masters 1000   |
| ATP International Series Gold / ATP Tour 500 |
| ATP International Series / ATP Tour 250      |

#### Gra pojedyncza (1–2)
| Końcowy wynik | Nr | Data             | Turniej  | Nawierzchnia | Przeciwnik    | Wynik finału |
| ------------- | -- | ---------------- | -------- | ------------ | ------------- | ------------ |
| Zwycięzca     | 1. | 22 kwietnia 1990 | Seul     | Twarda       | Pat Cash      | 7:6, 6:3     |
| Finalista     | 1. | 29 kwietnia 1990 | Hongkong | Twarda       | Pat Cash      | 3:6, 4:6     |
| Finalista     | 2. | 12 lipca 1992    | Newport  | Trawiasta    | Bryan Shelton | 4:6, 4:6     |

#### Gra podwójna (4–2)
| Końcowy wynik | Nr | Data                 | Turniej  | Nawierzchnia    | Partner          | Przeciwnicy                     | Wynik finału  |
| ------------- | -- | -------------------- | -------- | --------------- | ---------------- | ------------------------------- | ------------- |
| Zwycięzca     | 1. | 27 października 1985 | Kolonia  | Twarda (hala)   | Michiel Schapers | Jan Gunnarsson Peter Lundgren   | 6:4, 7:5      |
| Zwycięzca     | 2. | 23 października 1988 | Wiedeń   | Dywanowa (hala) | Balázs Taróczy   | Kevin Curren Tomáš Šmíd         | 4:6, 6:3, 7:6 |
| Zwycięzca     | 3. | 21 kwietnia 1991     | Seul     | Twarda          | Gilad Blum       | Kent Kinnear Sven Salumaa       | 7:6, 6:1      |
| Finalista     | 1. | 17 stycznia 1993     | Auckland | Twarda          | Aleksandr Wołkow | Grant Connell Patrick Galbraith | 3:6, 6:7      |
| Zwycięzca     | 4. | 10 lipca 1994        | Newport  | Trawiasta       | Greg Rusedski    | Kent Kinnear David Wheaton      | 6:4, 3:6, 6:4 |
| Finalista     | 2. | 23 października 1994 | Wiedeń   | Dywanowa (hala) | Greg Rusedski    | Mike Bauer David Rikl           | 6:7, 4:6      |